# Schwarzau am Steinfeld
Schwarzau am Steinfeld är en ort och kommun  i Österrike. Den ligger i distriktet Neunkirchen i förbundslandet Niederösterreich, 50 kilometer söder om huvudstaden Wien.
Kommunen består av tre orter (Ortschaften) (inom parentes invånarantal 1 januari 2024):
- Föhrenau (489)
- Guntrams (131)
- Schwarzau am Steinfeld (1 507)